# Прикордонне містечко (телесеріал, 2016)
«Прикордонне містечко» (англ. Bordertown) — американський анімаційний ситком для дорослих, створений сценаристом «Гріфінів» Марком Гентеманном і спродюсований творцем «Гріфінів» Сетом МакФарлейном. Перший сезон, який складається із 13 епізодів, вийде у січні 2016 року. «Прикордонне містечко» займе місце іншого анімаційного серіалу МакФарлейна «Американський татусь!» (який перейшов до TBS) в лінійці «Весела неділя» телеканалу Fox.
Телесеріал розповідає про дві сім'ї, що живуть в місті-пустелі на південному заході на кордоні США і Мексики.

## Сюжет
Події у «Прикордонному містечку» відбуваються в вигаданому містечку Мексіфорнія (Штат Каліфорнія), на кордоні США та Мексики . Головними героями є Бад Бакволд і Ернесто Гонсалес. Бад — прикордонник, який живе зі своєю дружиною, Дженіс Бакволд, і трьома дітьми, Беккі, Сенфордом та Гертом. По сусідству з ним живе Ернесто Гонсалес, амбітний іммігрант і сім'янин, який приїхав в країну менше 10 років тому і щасливий бути зі своєю сім'єю в США.

## Голосовий акторський склад
- Генк Азарія — Бад Бакволд[6]
- Алекс Борстайн — Дженіс і Беккі Бакволди[7]
- Міссі Пайл — Герт Бакволд[7]
- Джуда Фрідлендер — Сенфорд Бакволд[7]
- Ніколас Гонсалес — Ернесто Гонсалес, Джей Сі та Баракуда[7][8]
- Жаклін Піньоль — Пепіто Гонсалес[9]
- Ефрен Рамірес — Руїз[7]

## Виробництво

### Розробка
Марк Гентеманн і Сет МакФарлейн були оголошені виконавчими продюсерами. Незабаром після цього, Алекс Картер і Ден Веббер були представлені як со-продюсери телесеріалу. Лало Алькарас і Густаво Аррелано стали консалтинг-продюсерами, а Валентина Л. Гарза — наглядацьким продюсером.

### Сценарій
Над сценарієм першого сезону працювало більше десятка авторів. 13 листопада 2013 року Лало Алькарас був оголошений як один із сценаристів.

## Трансляція
23 березня 2015 року телесеріал був придбаний каналом ITV2 для показу у Великій Британії.